# أم قراءة
أم القراءة هي استعمال بعض الحروف الصامتة كحروف العلة والهاء، للتعبير عن حروف مصوتة مطولة.